# Dominique Casagrande
Pour les articles homonymes, voir Casagrande.
Dominique Casagrande est un footballeur français né le 8 mai 1971 à L'Union (Haute-Garonne), évoluant au poste de gardien de but.

## Biographie
Arrivé à Nantes, il est second gardien. Profitant de la blessure de David Marraud le portier titulaire et historique du club canari, il prend alors la place de titulaire au cours de cette saison historique 1994-1995 à la fin de laquelle le club remporte le titre national. L'année suivante, il arrive avec le club nantais jusqu'en demi-finale de la ligue des champions. Au début de la saison 96-97, Casagrande se blesse. Éric Loussouarn, sa doublure, déçoit, c'est alors que s'installe un jeune de 17 ans : Mickaël Landreau (qui deviendra le titulaire jusqu'en 2006). 
Dominique Casagrande s'exile alors en Espagne au Séville FC. Il revient en France en 1998 et au PSG avec l'appui de Charles Biétry le nouveau président parisien. Doublure de Bernard Lama, il joue les matchs de coupes et est finaliste de la Coupe de la Ligue. Il est mis en concurrence en 2000 avec Lionel Letizi lorsque Lama part pour le Stade rennais. Titulaire au début de la saison, il fait les frais d'une déroute 5-3 sur le terrain de Troyes et retourne sur le banc et ne rejouera qu'épisodiquement jusqu'à la fin de saison. 
En 2001, il part pour l'AS Saint-Étienne. Il y reste deux saisons mais perdra sa place, à la suite d'une expulsion à Niort, au profit de Jérémie Janot qui deviendra titulaire. Il termine sa carrière dans le club de l'US Créteil-Lusitanos en 2003.
Dès la fin de sa carrière, il devient consultant Canal+ où il est homme de terrain des matchs diffusés sur Foot+. Dominique Casagrande retourne également à l'université pour obtenir un Master II en droit, économie et gestion du sport.
Il ouvre en 2007 un très grand centre de football indoor « 5vs5 » à Lyon, ainsi qu'un restaurant « Le code B ». 
À partir de 2009, il s'associe avec Stéphane Gonzalez et Denis Dupont pour développer la marque Footengo. En 2012, il lance un nouveau restaurant sur la commune de Brignais : le 1838.

## Vie privée
Il est marié depuis juin 1999 avec Cécile Siméone ; ils ont deux filles, Jade née le 5 avril 2002 et Devone née le 14 septembre 2007.

## Statistiques
| Saison                | Club                  | Championnat           | Championnat | Championnat | Coupe nationale | Coupe nationale | Coupe de la Ligue | Coupe de la Ligue | Supercoupe | Supercoupe | Compétition(s) continentale(s) | Compétition(s) continentale(s) | Compétition(s) continentale(s) | Total | Total |
| Saison                | Club                  | Division              | M.          | B.          | M.              | B.              | M.                | B.                | M.         | B.         | Comp.                          | M.                             | B.                             | M.    | B.    |
| 1994-1995             | FC Nantes             | Division 1            | 20          | 0           | -               | -               | 1                 | 0                 | -          | -          | C3                             | 4                              | 0                              | 25    | 0     |
| 1995-1996             | FC Nantes             | Division 1            | 26          | 0           | 1               | 0               | -                 | -                 | 1          | 0          | C1                             | 8                              | 0                              | 36    | 0     |
| 1996-1997             | FC Nantes             | Division 1            | 5           | 0           | 1               | 0               | 1                 | 0                 | -          | -          | -                              | -                              | -                              | 7     | 0     |
| 1997-1998             | FC Séville            | Segunda Division      | 31          | 0           | -               | -               | -                 | -                 | -          | -          | -                              | -                              | -                              | 31    | 0     |
| 1998-1999             | Paris SG              | Division 1            | 2           | 0           | -               | -               | 3                 | 0                 | 1          | 0          | -                              | -                              | -                              | 6     | 0     |
| 1999-2000             | Paris SG              | Division 1            | 1           | 0           | -               | -               | 5                 | 0                 | -          | -          | -                              | -                              | -                              | 6     | 0     |
| 2000-2001             | Paris SG              | Division 1            | 9           | 0           | 2               | 0               | -                 | -                 | -          | -          | -                              | -                              | -                              | 11    | 0     |
| 2001-2002             | AS Saint-Étienne      | Division 2            | 37          | 0           | 1               | 0               | 1                 | 0                 | -          | -          | -                              | -                              | -                              | 39    | 0     |
| 2002-2003             | AS Saint-Étienne      | Ligue 2               | 11          | 0           | -               | -               | -                 | -                 | -          | -          | -                              | -                              | -                              | 11    | 0     |
| 2003-2004             | US Créteil-Lusitanos  | Ligue 2               | 31          | 0           | -               | -               | 2                 | 0                 | -          | -          | -                              | -                              | -                              | 33    | 0     |
| Total sur la carrière | Total sur la carrière | Total sur la carrière | 173         | 0           | 5               | 0               | 13                | 0                 | 2          | 0          | -                              | 12                             | 0                              | 205   | 0     |

## Palmarès

### En club
- Champion de France en 1995 avec le FC Nantes
- Vainqueur du Trophée des Champions en 1998 avec le Paris SG, finaliste en 1995 avec le FC Nantes
- Vice-champion de France en 2000 avec le Paris SG
- Finaliste de la Coupe de la Ligue en 2000 avec le Paris SG
- Demi-Finaliste de la Ligue des Champions en 1996 avec le FC Nantes

### EnÉquipe de France
- International universitaires et A'